# Salaheddine Benyachou
Salaheddine Benyachou (en arabe : صلاح الدين بنيشو), né le 30 novembre 1999 à Safi (Maroc), est un footballeur marocain évoluant au poste d'ailier droit au Wydad AC.

## Biographie

### Olympique de Safi (2020-2021)
Le 7 octobre 2020, lors de la 29e journée de la Botola Pro 2019-2020, Salaheddine Benyachou fait ses débuts dans le football professionnel avec l'Olympique de Safi en entrant en jeu contre le Mouloudia Club d'Oujda, match perdu sur le score de 1-0.
Le 5 décembre 2020, Benyachou inscrit un quadruplé en une période contre le Difaâ d'El Jadida durant la première journée de la Botola Pro 2020-2021, le score final est de 4-3 en faveur de son équipe.
Il termine la saison avec 9 buts en 29 matchs ce qui fait de lui le meilleur buteur de l'Olympique de Safi et le 5e meilleur buteur de Botola Pro.

### Wydad AC (2021-)
En août 2021, Benyachou s'engage avec le Wydad AC contre un montant de 3 millions de dirhams soit 283 000 euros.

### En sélection
Le 28 juillet 2022, il est convoqué par le sélectionneur Hicham Dmii pour un stage de préparation avec l'équipe du Maroc A', figurant sur une liste de 23 joueurs qui prendront part aux Jeux de la solidarité islamique en août 2022.

## Statistiques
| Saison                | Club                  | Championnat           | Championnat | Championnat | Coupe(s) nationale(s) | Coupe(s) nationale(s) | Compétition(s) continentale(s) | Compétition(s) continentale(s) | Compétition(s) continentale(s) | Total | Total |
| Saison                | Club                  | Division              | M.          | B.          | M.                    | B.                    | Comp.                          | M.                             | B.                             | M.    | B.    |
| 2019-2020             | OC Safi               | Botola                | 2           | 0           | 0                     | 0                     | -                              | -                              | -                              | 2     | 0     |
| 2020-2021             | OC Safi               | Botola                | 29          | 9           | 1                     | 0                     | -                              | -                              | -                              | 30    | 9     |
| Sous-total            | Sous-total            | Sous-total            | 31          | 9           | 1                     | 0                     | -                              | -                              | -                              | 32    | 9     |
| 2021-2022             | Wydad AC0             | Botola                | 0           | 0           | 0                     | 0                     | C1                             | 0                              | 0                              | 0     | 0     |
| Sous-total            | Sous-total            | Sous-total            | 0           | 0           | 0                     | 0                     | -                              | 0                              | 0                              | 0     | 0     |
| Total sur la carrière | Total sur la carrière | Total sur la carrière | 31          | 9           | 1                     | 0                     | -                              | 0                              | 0                              | 32    | 9     |

## Palmarès
Wydad Casablanca (1)
- Ligue des champions de la CAF
  - Vainqueur : 2022